# 1018 Arnolda
Az 1018 Arnolda (ideiglenes jelöléssel 1924 QM) a Naprendszer kisbolygóövében található aszteroida. Karl Wilhelm Reinmuth fedezte fel 1924. március 3-án, Heidelbergben.